# Estry
Estry är en kommun i departementet Calvados i regionen Normandie i norra Frankrike. Kommunen ligger i kantonen Vassy som ligger i arrondissementet Vire. År 2018 hade Estry 351 invånare.

## Befolkningsutveckling
Antalet invånare i kommunen Estry
Referens: INSEE